# 小川深彩
小川 深彩 （おがわ みさ、2001年4月2日 - ）は、日本の映画監督、俳優、モデル、通訳、映画字幕翻訳家。
アメリカ合衆国生まれ、6歳より演劇やミュージカルに出演、2012年に東京へ引っ越したのち、テレビ、映画、モデルなどで活動。2015年に沖縄県へ移住し、17歳にて沖縄テレビ『琉球トラウマナイトリアルストーリー2019』の5作品の1つ『ホテル』でテレビドラマ監督デビュー。

## 経歴
- 2001年4月2日、アメリカ合衆国出身。米国人の父と東京出身の母を持つ小川深彩は、米ジョージア州のオルバニー[3]で生まれ育ち、6歳のとき地元のミュージカルで初舞台[4]。
- 11歳で東京へ移住。劇団に所属。
- 2015年、13歳のときに父の仕事の関係で沖縄へ移住。
- 16歳のとき「Fault Line（フォルトライン）」という麻薬に手を出してしまう少女の脚本を書き初監督作品となった[5]。
- 17歳だった2019年に映画2作目の「偽神（ぎしん）」[6]を撮影し、2020年に完成。神戸インディペンデント映画祭2020入選、日本芸術センター第12回映像グランプリ入選、第14回田辺・弁慶映画祭キネマイスター賞を受賞した。
- 2021年「二階のあの子」[7]（パルマ映画祭2023年に入選）、2021年「はじめの夏」[8]（広島こわい映画祭2021に入選）を撮影、完成させた。
- 日本大学芸術学部映画学科で学ぶ[9]。2025年3月、同大学卒業。
- 2025年3月、『八木毅監督 アクティングワークショップ＆ミニセミナー』にて英語通訳の仕事をする[10]。

## 出演作品
- Lost Sea（2017年）土田豪介監督[11]
- これから二人で、ケアンを置きに（2018年、英語タイトル：Transcend） 平一紘監督[12]
- ミラクルシティコザ（2022年）主演：桐谷健太、平一紘監督[13]
- 短編映画『川上成子の偽善』（2023年）主演：小川深彩、村田尚輝監督[14]

## 映画
- Fault Line（2018年）
- 偽神 The Second God（2020年）[15]
- 二階のあの子（2021年）
- はじめの夏（2021年）
- この島に嵐は眠る（2025年）
- 塵つもる道に幽燈は灯る（2024年）- 制作中

## テレビドラマ
- 琉球トラウマナイトリアルストーリー2019「ホテル」（2019年、沖縄テレビ）[16]
- 両刃の斧（2022年、WOWOW）[17]

## 翻訳
- 『PuraVida』英語版（監督 小林弘利、翻訳・吹替 小川深彩）
- 『君に幸あれよ』（2023年、監督 櫻井圭佑、主演 小橋川建、英語字幕 小川深彩）[18]

## 舞台
- ミュージカル『日芸SIX』（2023年11月3日、日本芸術大学キャンパスにて）[19]
- 『HAMLET』（2024年2月14日～18日、中野 テアトルBONBON）
- 『真夏の夜の夢』（2024年5月10日〜12日、南阿佐ヶ谷シアターシャイン）劇団「The Ad Libitum Players」旗揚げ公演
- 『Cabaret at Nichigeisai』（2024年11月2日 15:10-16:10、日芸大ホール）
- 『オセロー』（2025年5月5日〜11日、阿佐ヶ谷シアターシャイン）

## オペラ
ドン・パスクワーレ（合唱演出、舞台構成＝小川深彩、大田区民オペラ合唱団、2025年10月14日、大田区民プラザ大ホール）

## ボイスドラマ
幕末インストゥルメンタル（2026年完成予定）

## CM
- 味の素『フードロスラ』（2024年、山崎貴監督作）[22]

## 受賞歴
『偽神』
- 第14回田辺・弁慶映画祭 - キネマイスター賞[23]
- 神戸インディペンデント映画祭2020 - 入選[24]
- 日本芸術センター第12回映像グランプリ - 入選[25]

『Fault Line』
- ナッシュビル日本映画祭オフィシャルセレクション
- Calcutta International Cult Film Festival
- Accolade Global Film Competition Award of Recognition - Asian (Student)
- 渋谷TANPEN映画祭Climax at 佐世保 - 入選

『はじめの夏』
- パルマ映画祭2023年 - 入選[26]

『二階のあの子』
- 広島こわい映画祭2021 - 入選[27]